# Синът на Саул
„Синът на Саул“ (на унгарски: Saul Fia) е унгарски игрален филм на режисьора Ласло Немеш от 2015 г. Това е неговият дебютен пълнометражен филм.
Премиерата на филма се състои на филмовия фестивал в Кан на 15 май 2015 г., където печели Гранд При. Участва в специалната селекция на Международния филмов фестивал в Торонто през 2015 г. Печели Оскар за най-добър чуждоезичен филм. Това е деветият унгарски филм номиниран за Оскар и втория, който получава наградата, след „Мефисто“ на режисьора Ищван Сабо от 1981 г. Филмът получава и Златен глобус за най-добър чуждоезичен филм, което го прави първият унгарски филм получил това отличие.

## Награди
- 2015 г. – Голямата награда на журито, наградата на ФИПРЕССИ, награда „Франсоа Шале“, награда „Вулкан“ за техническо постижение за звук на Тамаш Заний на Филмовия фестивал в Кан
- 2015 г. – „Бронзова жаба“ в Бидгошч
- 2015 г. – Специалната награда на журито и номинация за „Сърцето на Сараево“ на Международния филмов фестивал в Сараево
- 2015 г. – „Алуминиев кон“ за режисьорски дебют, награда за най-добър режисьор и номинация за „Бронзов кон“ на Международния филмов фестивал в Стокхолм
- 2015 г. – „Златна количка“ за най-добър филм на фестивала в Загреб
- 2016 г. – Оскар за най-добър чуждоезичен филм
- 2016 г. – „Златен глобус“ за най-добър чуждоезичен филм

### Номинации
- „Златна палма“ и „Златна камера“
- Номинация за най-добър филм на филмовия фестивал в Лондон
- Номинация за наградата на международното жури за най-добър игрален филм в Сао Пауло
- Номинация за най-добър чуждестранен независим филм на Британските независими филмови награди
- Номинация за Голямата награда за най-добър филм в Гент
- Номинация за наградата на критиката в Хамбург
- Номинация за наградата „EuroCinema Hawai’I“ за най-добър филм в Хаваи
- Номинация на фестивала Независим дух

## Актьорски състав
- Геза Рьориг – Саул
- Левенте Молнар – Абрахам
- Урс Рехн – Оберкапо Биедерман
- Тод Чармънт – Раби Браун
- Марчин Чарник – Фаигенбаум
- Йежи Валчак – Раби Франкел
- Шандор Жотер – д-р Миклош Нисли
- Уве Лауер – обершалфюрер Вос
- Кристиан Хартинг – обершалфюрер Буш
- Амитай Кедар – Хирш
- Камил Доброволски – Оберкапо Миетек